# Edward Jennings
Edward „Ed“ Francis Jennings (* 9. April 1898 in Philadelphia; † 9. Februar 1975 in San Diego) war ein US-amerikanischer Ruderer.
Mit einer Körpergröße von 1,57 m und einem Wettkampfgewicht von 44 kg hatte Jennings gute Voraussetzungen für den Posten eines Steuermanns im Rudern. 
Bei den Olympischen Spielen 1924 in Paris steuerte er den Zweier mit Steuermann des Pennsylvania Barge Club mit Leon Butler und Harold Wilson. Von fünf Booten schied im Vorlauf nur der belgische Zweier aus, der hinter den Franzosen und den US-Amerikanern den dritten Platz im ersten Vorlauf belegt hatte. Aus dem zweiten Vorlauf qualifizierten sich mit den Schweizern und den Italienern beide gestarteten Boote. Im Finale gewannen die Schweizer knapp vor den Italienern. Die Amerikaner erhielten die Bronzemedaille vor den Franzosen, die lange geführt hatten, aber am Schluss auf den vierten und letzten Platz zurückfielen.
1932 qualifizierte sich der Zweier mit Steuermann des Pennsylvania Barge Club mit Joseph Schauers, Charles Kieffer und Steuermann Jennings für die Olympischen Spiele 1932 in Los Angeles. Da nur vier Boote gemeldet hatten, fanden keine Vorläufe statt. Das US-Boot siegte mit sechs Sekunden Vorsprung vor den Polen, zehn Sekunden dahinter erhielten die Franzosen die Bronzemedaille vor den abgeschlagenen Brasilianern.